# Lohrville (Wisconsin)
Lohrville è un villaggio degli Stati Uniti d'America, situato in Wisconsin, nella contea di Waushara.